# プーリー (象)
プーリー（1991年1月18日 - 2021年5月16日）は、千葉県・市原市の市原ぞうの国で飼育されていたメスのアジアゾウである。日本で初めて自然保育での子ゾウの育児に成功しており、代理授乳も行ったゾウことがある。

## 略歴
プーリーは、1991年1月18日にインドの国立公園で誕生した。その1年後、後に結婚相手となる「テリー」という子ゾウが誕生。2頭は非常に仲良しだった。
2001年、テリーが市原ぞうの国に移動することになりプーリーと離れ離れになるが、1年後の2002年、プーリーも市原ぞうの国への移動が決定、後に結婚。
2007年5月3日、プーリーとテリーの間に子ゾウが誕生。この子ゾウは国内で2例目の誕生だった。国内初の自然保育での育児に成功、この子ゾウは「ゆめ花」という名前が付けられた。
2013年1月1日、第2子の妊娠が確認された。同年9月3日無事出産。第2子も自然保育に成功し、この子ゾウは「りり香」と名付けられた。
同年10月10日、神戸市立王子動物園から出産・育児のためにアジアゾウの「ズゼ」が来園。プーリーはズゼに子育てを学習させるために、ズゼと隣の部屋になった。
2014年6月12日、ズゼは無事オスの赤ちゃんを出産し、「結希」と名付けられた。しかし、ズゼは授乳を行わず、結希はプーリーに代理授乳で育てられることになった。本来ゾウは自分の子以外には授乳を行わないが、プーリーは自ら母乳を飲ませた。この行動は日本では例のない行動であり、世界的に見ても珍しいとされている。
2018年7月31日には第3子となるメスの赤ちゃんが誕生。第3子も自然保育に成功し、「もも夏」と名付けられた。
2021年5月14日午後、市原ぞうの国で飼育されているゾウのうちアジアゾウ6頭が原因不明の体調不良となった。6頭の症状は下痢や腹痛などで、群馬サファリパークから獣医師の川上茂久（同パーク園長）が来園して市原ぞうの国の獣医師竹鼻一也とともに治療に当たったが、プーリーは5月16日午前2時30分ごろ、ミニスター（メス、35歳）も同日午後1時15分ごろ死亡した。
市原ぞうの国ではこの事態を受け、死因調査のためミニスターを解剖した。プーリーとミニスターは、市原ぞうの国の敷地内に並んで埋葬された。